# Hilario Barrero
Hilario Barrero (Toledo, 1948) es un poeta, prosista y traductor español residente en Nueva York desde 1978, ciudad en la que imparte clases como profesor en el Borough of Manhattan Community College de la City University of New York, una de las universidades de la ciudad.
Como poeta obtuvo en 1999 el premio Gastón Baquero con In tempore belli, (Madrid, Verbum). La revista Clarín, de la que es colaborador, ha acogido igualmente su antología de poemas de Donald Hall, Ted Kooser y Jane Kenyon y la editorial Pre-textos otra antología titulada De otra manera y el libro de Ted Kooser, Delicias y sombras.
En prosa ha escrito los diarios Las estaciones del día De amores y temores, Días de Brooklyn y Dirección Brooklyn. Es igualmente traductor de El amante de Italia, una selección de las Italian Hours de Henry James ha publicado Un cierto olor a azufre, un volumen de relatos ilustrados por Barrero.
Su poesía es un canto doloroso de felicidad hecho desde la serenidad y la aspereza. La reflexión ante la vida y la muerte y el amor, y la austeridad en las formas lo acercan a una poesía clásica muy cernudiana: «Un poema más que un arma para el futuro es una navaja del pasado, una mano abierta para el presente y una eternidad basada en el instante de un amor para el futuro».
Recibió el Premio de literatura de la Academia de Bellas Artes de Toledo 2014-2015 «en reconocimiento a su obra literaria, poética y de traducción».

## Obras
Poesía
- Siete sonetos, 1976
- In tempori belli, Verbum, 1999.
- Agua y Humo, Cuadernos de humo, 2010.
- Libro de familia, El Brocense, 2011.
- Tinta china: noventa y nueve haikus, Cylea, 2014.
- Educación nocturna (Antología poética), Renacimiento, 2017.

Relatos
- Un cierto olor a azufre, Libro de notas Archivado el 24 de mayo de 2017 en Wayback Machine., 2009.

Diarios
- Las estaciones del día, Llibros del Pexe, 2003.
- De amores y temores, Llibros del Pexe, 2005.
- Días de Brooklyn, Llibros del Pexe, 2007.
- Dirección Brooklyn, Universos, 2009.
- Brooklyn en blanco y negro, Universos, 2011.
- Nueva York a diario: (2010-2011), Impronta, 2013.
- Diarios (2012-2013), Ediciones de la Isla de Siltolá, 2015.
- Prospect Park : Diarios, 2014-2015, Renacimiento, 2019

Traducciones
- De otra manera, Jane Kenyon. Editorial Pre-Textos, 2007.
- Delicias y sombras, Ted Kooser. Editorial Pre-Textos, 2009.
- El amante de Italia, Henry James. Trabe, 2009
- Lengua de Madera. (Antología de poesía breve en inglés). La Isla de Siltolá, 2011.
- La esperanza es una cosa con alas, Emily Dickinson. Ravenswood Books Editorial, 2017.
- Luces de Nueva York y otros poemas : (Antología poética), Sara Teasdale. Ravenswood Books, 2017.
- A quien pueda interesar. (Antología de poesía en inglés). La Isla de Siltolá, 2018.